# Rosellina Archinto
Rosellina Archinto, nata Rosellina Marconi (Genova, 29 giugno 1933), è un'editrice italiana.

## Biografia
Nata da Mario Marconi e Maria Brunelli, si laurea a Milano, all'Università Cattolica del Sacro Cuore, in Economia e commercio ("Ma non mi piaceva"); va quindi a New York, dove frequenta la Columbia University. Nel 1963, al ritorno in Italia, fonda, con i consigli di Giangiacomo Feltrinelli e poi di Giovanni Enriques, la Emme Edizioni (dove "emme" sta per il suo cognome da ragazza), casa editrice che segna un'importante svolta per la storia dell'editoria per l'infanzia e che si avvale di grandi illustratori, come Maurice Sendak, Leo Lionni, Eric Carle, Tomi Ungerer e Guillermo Mordillo. Lancia anche in campo internazionale disegnatori italiani, come Bruno Munari, Emanuele Luzzati, Enzo e Iela Mari. Poi, nei primi anni ottanta, vende la casa editrice.. Dirà: "Avevo avuto un periodo difficile, era morto mio marito, la Emme era cresciuta troppo. Decisi di svoltare".
Nel 1985 ne fonda un'altra, la Rosellina Archinto Editore, specializzata in epistolari letterari (con autori come Céline, Rilke, Mann, Proust, Wittgenstein, Malerba, Quasimodo ecc.). Pubblica anche per dieci anni, sino al 1996, la rivista Leggere, mensile di letteratura, recensioni e novità librarie. In totale novanta numeri. Come direttori Maurizio Ciampa, Franco Marcoaldi e Antonio D'Orrico..  
La sua casa a Milano diventa punto di incontro di un certo mondo intellettuale di sinistra (quello che Indro Montanelli definirà "radical chic"), da Marcuse a McCarthy, da Camilla Cederna a Inge Feltrinelli, da Arbasino a Pollini e Abbado. Progressivamente estende il proprio impegno civile anche alla politica e nel 1990 è eletta come indipendente nelle liste del PRI nel consiglio comunale di Milano, che nel 1992 la candida alla carica di sindaco durante una crisi della giunta Borghini. La candidatura poi decade per un veto imposto dal PDS.
Nel 1999 fonda con la figlia Francesca BabaLibri in co-edizione con la casa editrice francese L'école des loisirs, specializzata in letteratura infantile. Nel 2003 cede la sua casa editrice, la Rosellina Archinto Editore, a RCS MediaGroup. Per poi ricomprarla nel 2015.. Lo fa a 82 anni. Spiegherà: "Qualcuno dirà che sono una vecchia pazza ma l'ho fatto solo perché voglio continuare a fare libri a modo mio. Voglio pubblicare epistolari e saggi"..

## Vita privata
Nel 1958 ha sposato Alberico Archinto, assumendone il cognome. Cinque figli e dieci nipoti, è poi per quasi 40 anni la compagna di Leopoldo Pirelli..  

## Riconoscimenti
- È stata presidente della Commissione Cultura del Comune di Milano (1990-1993) e vicepresidente della Fondazione del Teatro Carlo Felice a Genova (2003-2006).
- Presidente onorario della Associazione degli Amici dei Musei Liguri e di Palazzo Ducale a Genova, fa parte del Comitato Scientifico del Collegio di Milano e presidente dell’Associazione “Amici di Lalla Romano”.
- È nella giuria del Premio Strega e del Premio Bagutta.
- Nell’ottobre del 2015 è stata nominata Cavaliere dell’Ordine Nazionale della Legion d’Onore.[5]